# Campeonato Paulista de Futebol de 1978 - Primeira Divisão
O Campeonato Paulista de Futebol de 1978 - Primeira Divisão foi a 25.ª edição deste campeonato, equivaleu ao terceiro nível do futebol do estado. O título ficou com o Votuporanguense, da cidade de Votuporanga.

## Participantes
| - Amparo (Amparo) - Andradina (Andradina) - Água Branca (Osasco) - Batatais (Batatais) - Beira-Rio (Presidente Epitácio) - DERAC (Itapetininga) - Garça (Garça) - Guairense (Guaíra) - Internacional (Bebedouro) - Olímpia (Olímpia) | - Osvaldo Cruz (Osvaldo Cruz) - Orlândia (Orlândia) - Palmeiras (São João da Boa Vista) - Penapolense (Penápolis) - Pirassununguense (Pirassununga) - Primavera (Indaiatuba) - Radium (Mococa) - Sertãozinho (Sertãozinho) - Tupã (Tupã) - Votuporanguense (Votuporanga) |

## Premiação
| Campeonato Paulista de 1978 - Primeira Divisão |
| ---------------------------------------------- |
| Votuporanguense Campeão (1º título)            |